# Alpaida dominica
Alpaida dominica Levi, 1988 è un ragno appartenente alla famiglia Araneidae.

## Etimologia
Il nome della specie è in riferimento all'isola di rinvenimento dei primi esemplari: Dominica delle Piccole Antille

## Caratteristiche
L'olotipo femminile rinvenuto ha dimensioni: cefalotorace lungo 1,5mm, largo 1,3mm; il primo femore misura 1,7mm e la patella e la tibia circa 1,8mm.

## Distribuzione
La specie è stata rinvenuta nelle Piccole Antille: nell'isola di Dominica (località Salibia, Portsmouth e Roseau); sull'isola di Montserrat (Plymouth); e sull'isola di Antigua (Saint John's).

## Tassonomia
Al 2014 non sono note sottospecie e dal 1988 non sono stati esaminati nuovi esemplari.